# 西大泉町
西大泉町（にしおおいずみまち）は、東京都練馬区北西地域の町名。住居表示未実施。現行では1179番地のみ存在する。面積は0.002km2。

## 地理
東京都練馬区の西部に位置する地域。面積・人口共に練馬区で最も小さく、東西南北を埼玉県新座市片山三丁目に囲まれた飛地である。練馬区本体からは直線距離で60メートルほど、道路距離で100メートル（徒歩所要時間1分強）ほど離れている。下駄を逆さまにしたような形をしており、町内には両隣を新座市の住宅に挟まれた住戸がある。
かつては、練馬区本体側も西大泉町となっていたが、住居表示の実施により西大泉一・二・四・五・六丁目の全域、西大泉三丁目の大部分、南大泉五丁目・六丁目の各一部、大泉学園町二丁目・五丁目の各一部となり、飛地部分のみが住居表示未実施で残っている。
2000年代まで町の南側は畑であったが、2015年（平成27年）に宅地化。

### 飛地
西大泉町は埼玉県新座市片山三丁目に囲まれた飛び地となって存在している。飛地になった理由として次のような説がある。
1. 江戸時代の新田開発と明治以降の市町村合併によるもの[12] [13]。
2. 大名領地（領分）が点在していたため、その一部が残ったとするもの[注 1] [14]。
3. 練馬区内の農家が「出作り」していた農地だったというもの（練馬区役所談）[15]
4. 不動産業者が埼玉県新座市を東京都練馬区と勘違いして申請し、そのまま通ってしまったというもの[12] [11] [16]。この説が正しいとすると練馬区の不手際になることもあり、練馬区としてはこの説を公式には認めていない[12]。

1974年（昭和49年）になり開発業者が農地を宅地化する際、飛び地であることが表面化。練馬区は上水道やごみ収集、教育などのサービスを飛び地の住宅に提供することが困難であると判断、西大泉町を新座市へ編入する方向で調整して同年中に自治体間の合意がなされたが、住民全員の合意を得られていないため、新座市への編入は未実施である。住民が反対する理由として不動産の価値が挙げられる  。2009年（平成21年）の公示地価を見ると、練馬区西大泉は1坪80 - 83万円であるが、新座市片山は56万円と大きな差がある。
閑静な住宅地の一角だけが飛地であり、新座市片山の「稲荷台」と連続した集落であるため一見して都県の境界を感じさせないが、区名が記載された消火器があり、東京都内であることを確認できる 。また、新座市稲荷台自治会の宅地案内図には各戸の住民の姓を記載しているが、西大泉町の部分はまとめて「東京都」とだけ記されている 。新座市民の中には、一画だけが自治会も異なるのは不自然であり、飛地を解消すべきと考える人もいる。

## 歴史
1891年（明治24年）まで、この付近一帯は 埼玉県新座郡榑橋村の一部だった。
昭和30年代まで一帯は山林であった。飛地が生じた経緯については練馬区も新座市も把握しておらず、1974年に住宅が建つまでその存在すら把握していなかった。
宅地化した当初は6軒だったが、2015年（平成27年）の春頃に、畑だった土地に住宅が建ち、13軒となった。

### 町名の変遷
板橋区成立時の町名改称は以下のとおり。
| 実施後       | 実施年月日    | 実施前                   |
| ------------ | ------------- | ------------------------ |
| 西大泉町1179 | 1932年10月1日 | 大泉村大字小榑字小作1179 |

上記を含む西大泉町全体の変遷は以下のとおり。
| 実施後   | 実施年月日    | 実施前 |
| -------- | ------------- | --- |
| 西大泉町 | 1932年10月1日 | 大泉村大字小榑字中島前・字唐澤前・字荒井前・字荒井・字後原・字野寺上・字西小作・字小作・字久保前・字久保新田・字久保後・字少納言久保西・字達出シ・字北堤・字西堤・字東堤・字登戶・字丸山・字下道・字水入久保上・字唐澤・字水入久保・字中島後・字中島・字下經塚 |

| 実施後           | 実施年月日    | 実施前（特記なければ各町の一部） |
| ---------------- | ------------- | -------------------------------- |
| 西大泉一丁目     | 1981年8月1日  | 西大泉町、東大泉町               |
| 西大泉二丁目     | 1981年8月1日  | 西大泉町                         |
| 西大泉三丁目     | 1981年8月1日  | 西大泉町、大泉学園町             |
| 西大泉四丁目     | 1981年8月1日  | 西大泉町                         |
| 西大泉五丁目     | 1981年8月1日  | 西大泉町                         |
| 西大泉六丁目     | 1981年8月1日  | 西大泉町                         |
| 南大泉五丁目     | 1981年8月1日  | 南大泉町、西大泉町               |
| 大泉学園町二丁目 | 1982年12月1日 | 大泉学園町、西大泉町             |
| 大泉学園町三丁目 | 1982年12月1日 | 大泉学園町、西大泉町             |
| 大泉学園町五丁目 | 1982年12月1日 | 大泉学園町、西大泉町             |
| 西大泉一丁目     | 1986年4月1日  | 西大泉町                         |
| 南大泉六丁目     | 1986年4月1日  | 西大泉町、南大泉町（全域）       |

## 生活
西大泉町の住民は練馬区に住民税を納め、ごみ収集は練馬区が担当し、小・中学校の通学区域も練馬区で、自動車のナンバープレートは練馬ナンバーである。郵便番号は178-0066で、大泉郵便局が集配を担当する。このため、郵便物が配達されるタイミングは、周囲を取り囲む新座市とは異なる。衆議院議員総選挙の選挙区は東京都第9区（練馬区の一部）となり、約1.6kmも離れた第57投票所〔大泉第四小学校〕へ投票に行くことになる。
一方、上下水道は新座市が供給し、送配電は東京電力パワーグリッド埼玉支店志木支社の管轄である。飛地であることに住民は不便を感じていないという。最寄り駅は西東京市と練馬区にまたがる保谷駅で歩いて25分程度（約1.8km）、途中都内本土側で路線バス（みどりバス）を使えば15分程度でたどり着ける。町内に店は1軒もないが、徒歩10分圏内（800m以内）にスーパーマーケットやドラッグストア、美容室などがあり、いわゆる不便地域でもない。
2020年（令和2年）の国勢調査によると、15歳以上の就業者数は13人で、雇用者が7人、役員が3人、自営業主が1人である。2014年（平成26年）の経済センサスによると、事業所数は1事業所、従業者数は3人である。

### 市外局番
西大泉町は東日本電信電話（NTT東日本）東京大泉収容局のカバーエリアであり、市外局番は 03 である。
以前は埼玉県側の 048 を使用していた。『週刊ポスト』は不動産業者の話として、住民が行政と交渉し、03になったという話を紹介している。

## 世帯数と人口
2025年（令和7年）4月1日現在（練馬区発表）の世帯数と人口は以下の通りである。
- 世帯数 : 12世帯
- 人口 : 30人

### 人口の変遷
国勢調査による人口の推移。
| 年                 | 人口 |
| ------------------ | ---- |
| 1995年（平成7年）  | 19   |
| 2000年（平成12年） | 17   |
| 2005年（平成17年） | 18   |
| 2010年（平成22年） | 14   |
| 2015年（平成27年） | 11   |
| 2020年（令和2年）  | 32   |

### 世帯数の変遷
国勢調査による世帯数の推移。
| 年                 | 世帯数 |
| ------------------ | ------ |
| 1995年（平成7年）  | 7      |
| 2000年（平成12年） | 7      |
| 2005年（平成17年） | 8      |
| 2010年（平成22年） | 7      |
| 2015年（平成27年） | 6      |
| 2020年（令和2年）  | 12     |

## 学区
区立小・中学校に通う場合、学区は以下の通りとなる（2022年7月現在）。
- 区域 : 全域
  - 小学校 : 練馬区立大泉西小学校
  - 中学校 : 練馬区立大泉西中学校

## 交通

### 鉄道
| 隣接する街区からバス利用で利用可能駅                     |
| -------------------------------------------------------- |
| 西武池袋線 - 大泉学園駅(SI11) JR武蔵野線 - 新座駅(JM 29) |

大泉学園駅から西武バス 大泉片山線 泉30／泉30-1／泉30-2系統で片山二丁目バス停で下車し南へ向かって徒歩5分ほど。

## その他

### 日本郵便
- 郵便番号 : 178-0066[4]（集配局 : 大泉郵便局[39]）。